# Michael York
Michael York, nome d'arte di Michael Hugh Johnson (Fulmer, 27 marzo 1942), è un attore inglese.

## Biografia
Figlio di un ex-militare, diventato uomo d'affari e di una musicista, Michael York iniziò a recitare con il National Youth Theatre nell'East End di Londra e poi in un tour internazionale. Ottenne altre parti giovanili all'Università di Oxford (dove si laureò nel 1964), al Dundee Repertory e alla Laurence Olivier's National Theatre Company; qui lavorò con Franco Zeffirelli, che lo scritturò in due trasposizioni cinematografiche di opere di Shakespeare, nel ruolo di Lucentio in La bisbetica domata (1967) e in quello di Tebaldo in Romeo e Giulietta (1968).
Nello stesso periodo ottenne anche un discreto successo in televisione, grazie al personaggio di Jolyon nello sceneggiato La saga dei Forsyte (1967). Nel 1969 fu uno dei protagonisti di Rapporto a quattro di George Cukor. Altre sue importanti interpretazioni furono quelle di William in L'incidente (1967) di Joseph Losey, Brian Roberts in Cabaret (1972) di Bob Fosse, del conte Andrenyi in Assassinio sull'Orient Express (1974) di Sidney Lumet e di D'Artagnan in tre pellicole dirette da Richard Lester: I tre moschettieri (1973), Milady (1974) e Il ritorno dei tre moschettieri (1989). Nel 1977 affiancò Ann-Margret in Io, Beau Geste e la legione straniera di Marty Feldman. Nel 1978 interpretò se stesso in Fedora, diretto da Billy Wilder.
Ha recitato in oltre 50 film per la TV, continuando a lavorare a teatro (soprattutto Broadway) e tenendo varie conferenze. Più di recente, ha partecipato alla serie di film con protagonista Austin Powers.
Sposato dal 27 marzo 1968 con la fotografa Patricia McCallum, madre del produttore Rick McCallum, Michael York è stato insignito dell'onorificenza di ufficiale dell'Ordine dell'Impero Britannico.

## Filmografia

### Cinema
- L'incidente (Accident), regia di Joseph Losey (1967)
- Liefdesbekentenissen, regia di Wim Verstappen (1967)
- La bisbetica domata (The Taming of the Shrew), regia di Franco Zeffirelli (1967)
- Ci divertiamo da matti (Smashing Time), regia di Desmond Davis (1967)
- Red and Blue, regia di Tony Richardson (1967)
- Romeo e Giulietta (Romeo and Juliet), regia di Franco Zeffirelli (1968)
- Uno sporco imbroglio (The Strange Affair), regia di David Greene (1968)
- Il guru (The Guru), regia di James Ivory (1969)
- Alfredo il Grande (Alfred the Great), regia di Clive Donner (1969)
- Rapporto a quattro (Justine), regia di George Cukor (1969)
- Something for Everyone, regia di Harold Prince (1970)
- Zeppelin, regia di Étienne Périer (1971)
- Darsela a gambe (La poudre d'escampette), regia di Philippe de Broca (1971)
- Cabaret, regia di Bob Fosse (1972)
- Orizzonte perduto (Lost Horizon), regia di Charles Jarrott (1973)
- Operazione su vasta scala (England Made Me), regia di Peter Duffell (1973)
- I tre moschettieri (The Three Musketeers), regia di Richard Lester (1973)
- Milady, regia di Richard Lester (1974)
- Assassinio sull'Orient Express (Murder on the Orient Express), regia di Sidney Lumet (1974)
- Un colpevole senza volto (Conduct Unbecoming), regia di Michael Anderson (1975)
- La fuga di Logan (Logan's Run), regia di Michael Anderson (1976)
- Sette notti in Giappone (Seven Nights in Japan), regia di Lewis Gilbert (1976)
- L'isola del dottor Moreau (The Island of Dr. Moreau), regia di Don Taylor (1977)
- Io, Beau Geste e la legione straniera (The Last Remake of Beau Geste), regia di Marty Feldman (1977)
- Fedora, regia di Billy Wilder (1978)
- L'enigma dei banchi di sabbia (The Riddle of Sands), regia di Tony Maylam (1979)
- Il fantasma dell'Opera (The Phantom of the Opera), regia di Robert Markowitz (1983)
- In nome dei miei (Au nom de tous les miens), regia di Robert Enrico (1983)
- Il successo è la miglior vendetta (Success Is the Best Revenge), regia di Jerzy Skolimowski (1984)
- Un delitto poco comune, regia di Ruggero Deodato (1988)
- Il ritorno dei tre moschettieri (The Return of the Musketeers), regia di Richard Lester (1989)
- Benvenuti in paradiso (Come See the Paradise), regia di Alan Parker (1990)
- Normandia: passaporto per morire (Fall from Grace), regia di Waris Hussein (1994)
- Austin Powers: Il controspione (Austin Powers: International Man of Mystery), regia di Jay Roach (1997)
- Il fuggitivo della missione impossibile (Wrongfully Accused), regia di Pat Proft (1998)
- Codice Omega (The Omega Code), regia di Robert Marcarelli (1999)
- Austin Powers - La spia che ci provava (Austin Powers: The Spy Who Shagged Me), regia di Jay Roach (1999)
- Borstal Boy, regia di Peter Sheridan (2000)
- 2012 - L'avvento del male (Megiddo: The Omega Code 2), regia di Brian Trenchard-Smith (2001)
- Austin Powers in Goldmember, regia di Jay Roach (2002)
- Moscow Heat, regia di Jeff Celentano (2004)
- I colori della passione (The Mill and the Cross), regia di Lech Majewski (2011)

### Televisione
- Sotto accusa (Arrest and Trial) – serie TV, episodio 1x24 (1964)
- Selvaggio west (The Wild Wild West) – serie TV, episodio 2x02 (1966)
- La saga dei Forsyte (The Forsyte Saga) – serie TV (1967)
- The Wednesday Play – serie TV, 1 episodio (1968)
- Rebel in the Grave – film TV (1968)
- Gesù di Nazareth – miniserie TV (1977)
- Il segreto del Sahara – miniserie TV, 4 puntate (1987)
- L'ombra abitata, regia di Massimo Mazzucco – film TV (1994)
- Un'americana alla corte di Re Artù (A Knight in Camelot), regia di Roger Young – film TV (1998)
- Una mamma per amica (Gilmore Girls) – serie TV, 4 episodi (2003-2004)
- Musketeers - Moschettieri (La Femme Musketeer), regia di Steve Boyum – film TV (2004)
- Law & Order: Criminal Intent – serie TV, episodio 5x11 (2006)
- How I Met Your Mother – serie TV, episodio 5x22 (2009)

### Doppiatore
- Star Wars: The Clone Wars - serie TV, 2 episodi (2008)
- Transformers - La vendetta del caduto (Transformers: Revenge of the Fallen), regia di Michael Bay (2009)
- Tom & Jerry incontrano Sherlock Holmes (Tom and Jerry Meet Sherlock Holmes), regia di Spike Brandt e Jeff Siergey (2010)
- I Simpson - serie TV, 1 episodio (2016)

## Doppiatori italiani
Nelle versioni in italiano delle opere in cui ha recitato, Michael York è stato doppiato da:
- Gino La Monica ne Il segreto del Sahara, Fino al prossimo incontro, Un'americana alla corte di Re Artù, Milady, L'isola del dr. Moreau, Codice Omega, True Women - Oltre i confini del West, Icon - Sfida al potere, Una mamma per amica
- Cesare Barbetti in Cabaret, I tre moschettieri, Assassinio sull'Orient Express, Formula 1 - Febbre della velocità, Il ritorno dei tre moschettieri
- Pino Colizzi ne La bisbetica domata, Romeo e Giulietta
- Massimo Turci in Rapporto a quattro, Un colpevole senza volto
- Michele Gammino in Austin Powers: La spia che ci provava, Austin Powers in Goldmember
- Luciano De Ambrosis in Alfredo il Grande
- Roberto Chevalier ne La fuga di Logan
- Adalberto Maria Merli in Gesù di Nazareth
- Antonio Colonnello in Fedora
- Romano Malaspina in Normandia: Passaporto per morire
- Claudio Capone in Austin Powers: Il controspione
- Stefano De Sando ne Il fuggitivo della missione impossibile
- Mario Brusa in Law & Order: Criminal Intent
- Antonio Paiola in How I Met Your Mother
- Marco Balbi ne I colori della passione

Da doppiatore è sostituito da:
- Edoardo Siravo ne I Simpson (epp. 28.11-12, 31.22)
- Oliviero Dinelli ne I Simpson (epp. 27.15, 28.21)
- Luca Ward ne I Simpson (ep. 17.10)[1]
- Ambrogio Colombo in Star Wars: The Clone Wars
- Roberto Pedicini in Tom & Jerry incontrano Sherlock Holmes